# Arnaldo Piccinini
Arnaldo Piccinini (Valdina, 29 gennaio 1915 – Monte Carlo, 28 marzo 1972) è stato un ingegnere, imprenditore e banchiere italiano.

## Biografia
Nato in Sicilia nel 1915, crebbe a Soresina, in provincia di Cremona, cittadina di origine dei genitori. Piccinini frequentò dapprima il Collegio Ghislieri di Pavia, e in seguito il Politecnico di Milano, dove si laureò in ingegneria nel 1938.
Dopo il conseguimento della laurea, entrò nell'Aeronautica Militare con il grado di tenente del Genio, presso l'Aeroporto di Guidonia, dove si occupò degli apparati radio nei velivoli. In piena seconda guerra mondiale, assieme agli ingegneri Giorgio Barzilai e Ascanio Niutta, e con la supervisione scientifica del professor Algeri Marino, realizzò il primo radar antiaereo di costruzione italiana, che entrò in servizio, seppur con molte limitazioni, nel gennaio 1943, ed installato presso Roma sull'Aeroporto di Pratica di Mare. Dopo l'armistizio del 1943 aderì al Fronte Militare Clandestino, e dopo la liberazione di Roma del 1944, Piccinini fu incaricato dall'Acea di dirigere la ricostruzione delle centrali idroelettriche fatte saltare dai militari tedeschi in ritirata.
Al termine del conflitto trovò impiego all'Autovox, dove svolse la mansione di direttore tecnico. Nel 1952, divenne socio della Fabbrica Apparecchi Radio e Televisione, nota come FART, piccola ditta romana specializzata nella costruzione artigianale di apparecchi elettronici. Due anni più tardi, nel 1954, il Piccinini divenne socio di maggioranza della FART (poi divenuta FARET), che avviò la produzione di apparecchi radiofonici e televisivi con il marchio Voxson, nome con cui l'azienda venne conosciuta. La Voxson divenne una delle maggiori aziende produttrici di elettronica di consumo in Europa negli anni sessanta e settanta, che con i suoi prodotti si impose sui mercati nazionali ed esteri, e nella quale Piccinini fu un factotum avendovi rivestito le cariche di direttore tecnico, direttore generale, consigliere delegato e presidente. Nel 1964, fondò la Ergon, per la produzione di cinescopi a colori, la cui sede e produzione, quattro anni più tardi, nel 1968, furono spostate nello stabilimento costruito ad Anagni, in provincia di Frosinone. Nel 1967, fondò la Voxson France S.A., filiale commerciale con sede a Parigi, per potenziare la distribuzione dei prodotti della sua azienda nei paesi dell'Europa settentrionale.
Nel 1971, Piccinini, afflitto da gravi problemi di salute, cedette tutte le sue attività in Italia, e si stabilì nel Principato di Monaco, dove aveva fondato una banca privata, la Principe Société de Banque de Monaco. Alla Voxson e alla Ergon, rispettivamente cedute alla multinazionale britannica EMI e alla francese Thomson-Brandt, conservò ugualmente gli incarichi dirigenziali, che ricoprì fino alla morte, avvenuta a Monte Carlo nel 1972, all'età di 57 anni.
Sposato dal 1944 con una signora romana, fu padre di due figli, Paola, coniugata Tosato e dirigente d'azienda, e Marco, manager di Formula 1 e politico del Principato di Monaco, di cui è cittadino.